# PSD Bank RheinNeckarSaar
Die PSD Bank RheinNeckarSaar eG ist eine deutsche genossenschaftliche beratende Direktbank für Privatkunden und Selbstständige mit Sitz in der baden-württembergischen Landeshauptstadt Stuttgart.

## Geschichte
Als „Geburtsstunde“ der heute bundesweit 12 selbständigen PSD Banken gilt das Jahr 1872. Eine im Postamtsblatt veröffentlichte General-Verfügung des Kaiserlichen Generalpostamts vom 4. Januar 1872 regte die Gründung von Spar- und Vorschussvereinen für die Postbeamten an. Bereits im Januar und Februar 1872 kam es zur Gründung der ersten derartigen Vereine. In jedem Oberpostdirektionsbezirk bestand ein Spar- und Vorschussverein mit dem Oberpostdirektor an der Spitze. 1872 gab es insgesamt 35 Vereine mit 12.067 Mitgliedern und einem Vereinsvermögen von 388.170 Mark (entspricht heute etwa 3.500.000 EUR). Bis 1878 war die Mitgliederzahl auf 27.000 (fast die Hälfte des damaligen Personals) und das Vermögen auf 3.868.031 Mark (heutiger Gegenwert rund 34.900.000 EUR angewachsen.
Die Spar- und Vorschussvereine wurden 1903 in Post-Spar- und Darlehnsvereine (PSpDV) umbenannt. 1997 und 1998 öffneten sie sich für alle Privatkunden und wandelten ihre Rechtsform in eingetragene Genossenschaften (eG). Der damalige Post-, Spar- und Darlehnsverein Stuttgart und der Post-Spar- und Darlehnsverein Freiburg im Breisgau dagegen bestehen nicht wie die meisten anderen Banken der PSD-Gruppe seit dem Jahr 1872. Die Ausnahme von der Gründungswelle im Jahr 1872 bildeten Bayern und Württemberg. Hier war eine Gründung erst ab dem Jahr 1934 möglich, als die Postverwaltung dieser Länder auf das Reich überging.
Die heutige PSD Bank RheinNeckarSaar eG entstand im Jahr 2002 durch den Zusammenschluss der PSD Bank Stuttgart-Freiburg eG mit dem Sitz in Stuttgart und der  PSD Bank Saarbrücken eG mit dem Sitz in Saarbrücken. Die PSD Bank Stuttgart-Freiburg eG war im Jahr 2000 aus der Fusion der PSD Bank Stuttgart eG und der PSD Bank Freiburg eG mit dem Sitz in Freiburg im Breisgau hervorgegangen.
Der damalige Post-, Spar- und Darlehnsverein Stuttgart firmierte im Jahr 1998 um in PSD Bank Stuttgart eG bei gleichzeitiger Rechtsformänderung in eine Genossenschaft.
Im Jahr 1998 firmierte der damalige Post-Spar- und Darlehnsverein Freiburg im Breisgau um in PSD Bank Freiburg und im Jahr 1999 erfolgte anschließend die Rechtsformänderung in eine Genossenschaft und Umfirmierung in PSD Bank Freiburg eG.
Die ehemalige PSD Bank Saarbrücken eG entstand 1999 durch Rechtsformänderung in eine Genossenschaft aus dem ursprünglichen Post-, Spar- und Darlehensverein Saarbrücken. 

## Rechtsverhältnisse
Die PSD Bank RheinNeckarSaar eG ist im Genossenschaftsregister beim Amtsgericht Stuttgart unter GnR 529 eingetragen.

## Organisationsstruktur
Rechtsgrundlagen sind das Genossenschaftsgesetz und die durch die Vertreterversammlung beschlossene Satzung. Organe der Bank sind der Vorstand, der Aufsichtsrat und die Vertreterversammlung.

## Sicherungseinrichtung
Die PSD Bank RheinNeckarSaar eG ist der amtlich anerkannten Sicherungseinrichtung des Bundesverbandes der Deutschen Volksbanken und Raiffeisenbanken GmbH und der zusätzlichen freiwilligen Sicherungseinrichtung des Bundesverbandes der Deutschen Volksbanken und Raiffeisenbanken e. V. angeschlossen.

## Geschäftsausrichtung
Die PSD Bank RheinNeckarSaar eG betreibt das Universalbankgeschäft. Ihre Kernkompetenzen liegen in den Bereichen Baufinanzierung und private Vermögensanlage für Privatkunden, Selbstständige und Freiberufler. Im Verbundgeschäft arbeitet sie mit der DZ Bank, R+V Versicherung, Bausparkasse Schwäbisch Hall und der Union Investment zusammen. Daneben bietet die Bank seit 2018 unter dem Namen Die Digitalwerker IT-Dienstleistungen im Zusammenhang mit der Prozessplattform JobRouter an.
Die PSD Bank RheinNeckarSaar eG gehört der PSD Bankengruppe an. Als eine der zwölf selbständigen PSD Banken ist sie Mitglied im Bundesverband der Deutschen Volksbanken und Raiffeisenbanken e. V. (BVR).

## Gesellschaftliches Engagement
Die PSD Bank RheinNeckarSaar eG engagiert sich im sozialen Bereich, indem sie gemeinnützige Vereine und soziale Einrichtungen in ihrem Geschäftsgebiet mit Spenden unterstützt.
2012 gründete sie die als gemeinnützig anerkannte Stiftung PSD L(i)ebensWert und baute ihr gesellschaftliches Engagement durch eine Ehrenamtsbörse für ihre Mitarbeiter, eine umfassende Corporate Social Responsibility (CSR)-Strategie aus. 2019 verabschiedete sie eine Unternehmenscharta.

## Produkte mit sozialem Mehrwert
Kunden der PSD Bank RheinNeckarSaar eG können sich mit der Produktreihe l(i)ebenswert für Finanzdienstleistungen mit sozialem Mehrwert entscheiden. Bei diesen fließen kleinere Beträge in die Stiftung PSD L(i)ebensWert und kommen damit sozialen Projekten und Organisationen in Baden-Württemberg und im Saarland zu.

## Auszeichnungen
Für ihre Konditionen und Produkte wurde die PSD Bank RheinNeckarSaar eG mehrmals ausgezeichnet, unter anderem von n-tv, Ökotest, Finanztest, dem Handelsblatt und dem Finanzmagazin Euro. Für ihre „ganzheitliche CSR-Strategie“ wurde die Bank 2015 und 2017 im Wettbewerb „Unternehmen im Saarland: aktiv & engagiert“ ausgezeichnet. Beim  Mittelstandspreis für soziale Verantwortung in Baden-Württemberg (Lea-Mittelstandspreis) war sie mehrmals unter den TOP 5 nominiert.

## Ausbildung
Die PSD Bank RheinNeckarSaar bildet neben Bankkaufleuten (wahlweise mit Qualifikation zum Finanzassistenten) auch Kaufleute für IT-Systemmanagement (bis August 2020 Informatikkaufleute) sowie duale Studenten der Richtungen BWL (Bank) und Wirtschaftsinformatik aus.

## Geschäftsgebiet
Ihr Geschäftsgebiet umfasst Württemberg, Südbaden und das Saarland.
An diesen Orten betreibt die Bank Filialen:
- Stuttgart (Hauptstelle, jur. Sitz)
- Freiburg im Breisgau (Geschäftsstelle)
- Saarbrücken (Geschäftsstelle)